# Беркович, Женя
Евге́ния Бори́совна Берко́вич, более известная как Же́ня Берко́вич (род. 29 апреля 1985, Ленинград), — российский театральный режиссёр
, драматург и поэтесса, участница «Седьмой студии». Фигурантка «Театрального дела».

## Биография
В 2007 году окончила Санкт-Петербургскую академию театрального искусства по специальности «театровед-менеджер». С 2003 по 2008 год работала в Театре юношеского творчества в Санкт-Петербурге в качестве режиссёра-педагога. В 2008 году поступила в Школу-студию МХАТ по специальности «режиссура» на курс Кирилла Серебренникова. Во время учёбы вместе с режиссёрами Ильёй Шагаловым, Максимом Мышанским и Александром Созоновым участвовала в работе над поэтическим перформансом «Красная ветка [Поэзия мегаполиса]», показанным в ЦСИ «Винзавод».
В качестве дипломной работы поставила спектакль «Жаворонок» по одноимённой пьесе Жана Ануя в МХТ (2012), где суд над Жанной д’Арк становится метафорой современного российского правосудия.
В том же году в рамках проекта «Платформа» в Центре современного искусства «Винзавод» поставила российскую премьеру оперы Сергея Невского «Autland», основанной на текстах и стихах аутистов; постановка вызвала разноречивые отзывы критики: Алёна Карась в «Российской газете» увидела в режиссуре Беркович «наивное, но точное отражение» музыки Невского, тогда как Пётр Поспелов в «Ведомостях» увидел в спектакле «донельзя плоскую драматургию и милую, но ненужную режиссуру». Неоднозначно была встречена и следующая работа Беркович — спектакль «Человек, который не работал. Суд над Иосифом Бродским» (2012), основу которого составили стихи Бродского и сделанная Фридой Вигдоровой запись судебного процесса над ним. Среди последующих постановок Беркович внимание театральной общественности привлёк спектакль «Солнечная линия» по одноимённой пьесе Ивана Вырыпаева на Новой сцене Александринского театра в Санкт-Петербурге (2018), также не избежавшая жёстких претензий критики.

### Уголовное преследование
10 апреля 2023 года против неё, а также драматурга Светланы Петрийчук было возбуждено уголовное дело по статье 205.2 УК РФ «Публичные призывы к осуществлению террористической деятельности, публичное оправдание терроризма или пропаганда терроризма» — на основании опубликованной в интернете видеозаписи читки пьесы «Финист ясный сокол». 4 мая Беркович и Петрийчук задержаны, в тот же день им предъявлено обвинение. Вину они не признали. Судья Замоскворецкого районного суда города Москвы Наталья Чепрасова 5 мая заключила Беркович под стражу до 4 июля. То же решение судья приняла в отношении Петрийчук. Впоследствии решение о заключении под стражу неоднократно продлевалось.
15 апреля 2024 года Федеральной службой по финансовому мониторингу внесена в список лиц и организаций, причастных к экстремистской деятельности и терроризму.
8 июля 2024 года 2-м Западным окружным военным судом приговорена к шести годам колонии общего режима по делу об оправдании терроризма из-за постановки спектакля «Финист — Ясный Сокол».
Находясь в заключении, написала от руки книгу «Питомцы» — «тюремную сказку» о дружбе, стойкости и преданности, главным героем которой стал Вольный Котан, он же Кот, «Коренной Обитатель Тюрьмы». Книга выпущена издательством Babel Books Berlin в начале ноября 2024 года.

## Работы

### Режиссёр театра
Спектакли
- «Человек, который не работал. Суд над Иосифом Бродским»
- «Русская красавица», Москва, Гоголь-Центр
- «Марина», Москва, Гоголь-центр
- «Пингвины», МТЮЗ
- «Геронтофобия»
- «Жаворонок», МХТ им. Чехова
- «Солнечная линия», Санкт-Петербург, Александринский театр
- «Гамлет», Свердловский театр драмы
- 2014 — «Сторожевая собачка» по пьесе Пира Виттенболса[нидерл.], Театр юного зрителя «СамАрт»
- 2019 — «Считалка», Москва, Боярские палаты. Лонг-лист театральной премии Золотая маска за 2020 год[18]. Было объявлено, что 22 и 23 марта 2022 года — последние представления спектакля[19], так как в связи со вторжением России в Украину автор книги «Считалка», грузинская писательница Тамта Мелашвили, прекратила сотрудничество с российским театром[20].
- 2020 — «Рас-стаёмся». Аудиоспектакль Мобильного художественного театра. Прогулка по Воробьевым горам под музыку группы OQJAV — про трагедию невозможности любви на земле. Маршрут повторяет прогулку героев «Поэмы конца» Марины Цветаевой: мост, набережная, гора — и дополнен фрагментами из «Поэмы горы». Сценарий Жени Беркович и Алексея Киселева. В 2021 году спектакль был номинирован на театральную премию «Золотая маска» в номинации «Эксперимент»[21][22]/
- 2020 — «Финист ясный сокол», независимый театральный проект «Дочери СОСО». В пьесе, основанной на документальных источниках, рассказываются истории женщин, которые вышли замуж за представителей радикального ислама и переезжали в Сирию. В 2022 году спектакль был номинирован на театральную премию Золотая маска по четырём номинациям (драма, режиссура Жени Беркович, костюмы Ксении Сорокиной, драматургия Светланы Петрийчук)[23][24]. Светлана Петрийчук и Ксения Сорокина стали лауреатами премии[25].
- 2022 — «Наше сокровище» по одноимённой пьесе Беркович, совместный проект пространства «Внутри» и независимой театральной компании «Дочери СОСО»[26].

Перформанс
- 2009 — Поэтический перформанс «Красная ветка [Поэзия мегаполиса]», Центр Современного Искусства Винзавод

### Драматург
- 2019 — автор либретто оперы «Антигона», удостоенного премии «Музыкальное сердце театра» за 2021 год[27]; сам спектакль, а также его режиссёр и его композитор были удостоены премии «Золотая маска» за 2022 год[28].
- 2016 — автор вольного перевода пьесы «Пер Гюнт» Г. Ибсена для одноимённого спектакля Красноярского ТЮЗа[29].

Также на сайте Большого театра Женя Беркович указана как автор переводов текстов к мюзиклам «Суини Тод, маньяк-цирюльник с Флит-стрит» С. Сондхайма, «Бернарда Альба» М. Д. Лачиусы, «Пробуждение весны» Д. Шейка/С. Сейтера и других.

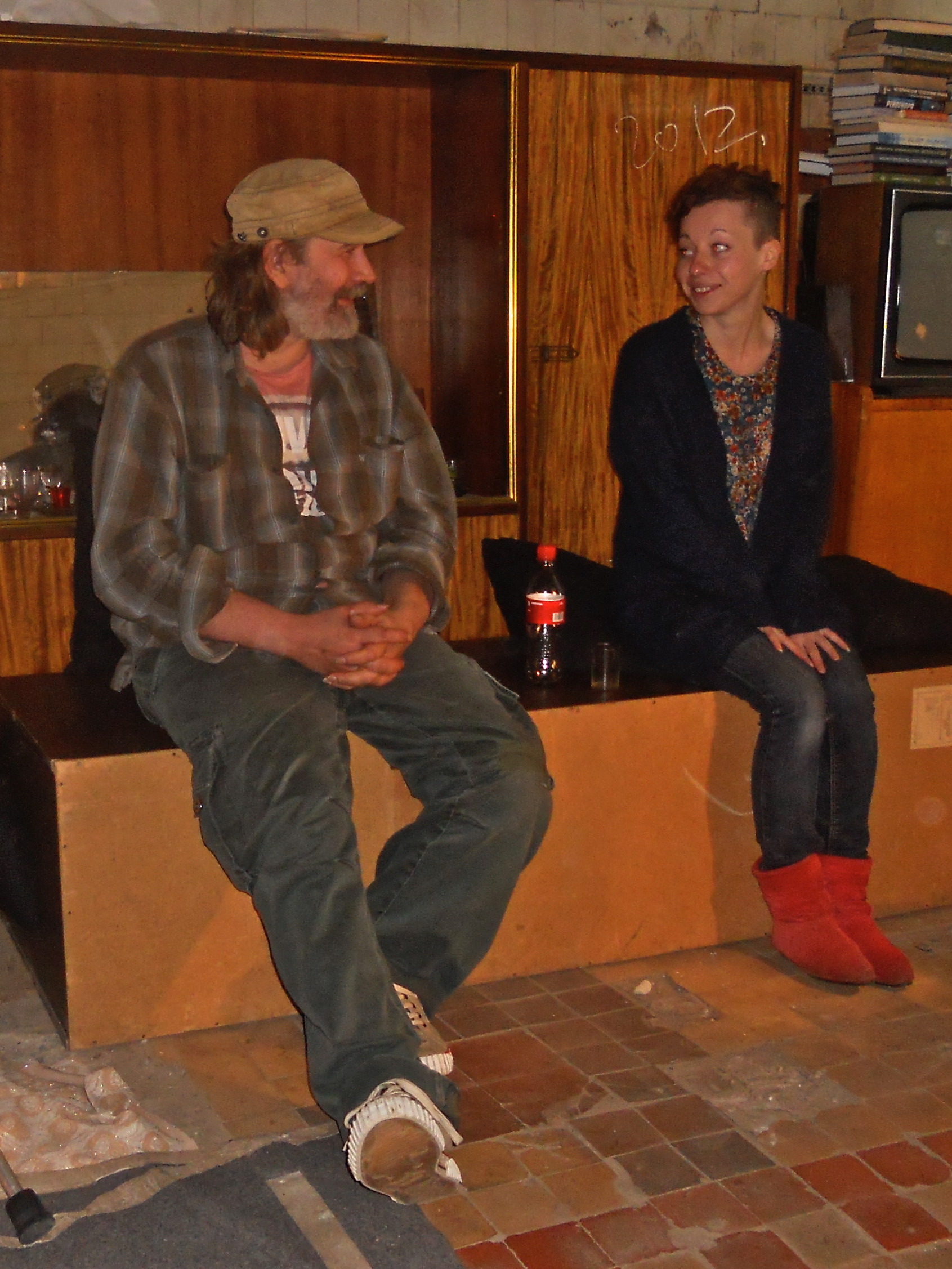
Драматург Вадим Леванов и Женя Беркович после спектакля «Геронтофобия» в большом винохранилище ЦСИ «Винзавод»

### Режиссёр кино
- 2014 — совместно с Александром Кащеевым «Если бы я был», документальный фильм

### Актёрская работа
- 2012 — «Второй акт. Внуки», Сахаровский центр, режиссёры Александра Поливанова и Михаил Калужский
- 2009 — «Cain/Каин», спектакль Театра Школы-студии МХАТ им. Чехова, реж. Кирилл Серебренников
- 2008 — «Станция», опера композитора Алексея Сюмака, реж. Кирилл Серебренников

### Поэзия и проза
- Я был бы рад, если бы ты не носил меня на парад, Анатолий Белый читает стих Жени Беркович.
- Женя Беркович, Света Нагаева. Наголо / Издатель: Виталий Кабаков. — Израиль: Книга Сефер, 2023. — 72 с. — ISBN 978-617-8082-81-9.
- Стихотворная речь на слушании в суде 9 января 2024 года («Ваша честь, я должна констатировать…»)[31][32]
- Женя Беркович. Питомцы. — Babel Books Berlin, 2024. — 190 с. — ISBN 9783000799143.[33]

## Общественно-политические взгляды
Высказалась в поддержку «Мемориала» на церемонии вручения ей премии проекта «Сноб».
24 февраля 2022 года сообщила о своём задержании за одиночный пикет с плакатом «Нет войне», была арестована на 11 суток.

## Семья
Прадед (со стороны отца) — Лев Майзелис, политработник в рядах РККА; арестован НКВД и казнён в 1938 году.
Бабушка (со стороны отца) — Галина Львовна Майзелис (род. 1934), преподаватель литературы.
Бабушка (со стороны матери) — Нина Катерли (1934—2023), писательница, публицист и правозащитница.
Мать — Елена Михайловна Эфрос, правозащитница. Отец — Борис (Илья) Львович Беркович, поэт, живёт в Израиле. Евгения Беркович вспоминала: «Меня растил отчим: у меня неплохие отношения с родным отцом поэтом Берковичем, но своим папой я считаю отчима. Он нас с сестрой-близняшкой растил с пяти лет».
Сестра — Мария Беркович (род. 1985), сурдопедагог, педагог-дефектолог, поэтесса; в настоящее время[какое?] проживает в Сербии.
Муж — Николай Матвеев, главный администратор независимого театрального проекта «Дочери СОСО».
Дочери (приёмные) — Анна Беркович и Кира Беркович.

### Комментарии
1. ↑  Сама Беркович последовательно выступает в защиту использования феминитивов в русском языке и настаивает на том, что по профессии она – режиссёрка. Феминитивы, утверждает она, появляются не на пустом месте и не являются чьей-то прихотью; они – отражение нового мира, «в котором для достижения профессионального успеха женщине не нужно принимать мужские правила игры»[1].